# 연속체 역학
연속체 역학(連續體力學, continuum mechanics)은 물리학, 그 중에서도 역학의 한 분야로서, 실제 자연에서의 고체나 유체를 연속체라는 수학적 대상으로 모델링하여 그 동적 거동과 기계적 거동을 해석하는 학문이다.

## 연속체의 개념
연속체 역학은 더 작은 요소로 무한히 나누어도 그 각각의 요소가 원래의 전체로서의 물질의 성질을 그대로 유지한다고 가정하는 연속체의 개념을 기반으로 한다. 실제로 물질은 연속적인 것이 아니라 원자로 이루어져 있다는 점, 그래서 불균일한 미시 구조를 갖고 있다는 점은 무시된다. 연속체에서는 물체 내에 물질이 균일하게 분포되어 있고, 물체가 차지한 공간을 완전히 꽉 채우고 있으며, 따라서 에너지나 운동량 등의 물리량들이 극소 극한에서도 그대로 유지된다고 가정한다. 따라서 연속체 역학에서는 문제를 푸는 데에 미분 방정식을 사용할 수 있다.
이러한 미분 방정식 중 어떤 것은 대상 물질에 따라 다르지만, 어떤 것은 기본적인 물리 법칙을 나타내는 것들도 있다. 질량 보존, 운동량 보존 및 에너지 보존 방정식은 후자의 예이다.
유체에서는 연속체 가정이 얼마만큼이나 성립되는지를 평가하는 방법으로 크누센 수가 사용된다.

## 주요 분과
| 연속체 역학 연속 물질에 대한 물리학 연구 | 고체역학 고정된 형상을 가진 연속체인 고체에 대한 물리적 현상을 연구하는 학문 | 탄성 물체에 가해진 변형력이 사라졌을 때 물체가 원래의 모양으로 복구되고자 하는 성질 | 탄성 물체에 가해진 변형력이 사라졌을 때 물체가 원래의 모양으로 복구되고자 하는 성질 |
| 연속체 역학 연속 물질에 대한 물리학 연구 | 고체역학 고정된 형상을 가진 연속체인 고체에 대한 물리적 현상을 연구하는 학문 | 소성 물체에 충분히 큰 힘이 가해졌을 때 물체의 모양이 영구적으로 바뀌는 성질         | 유변학 물질 중에는 점탄성(visco-elasticity)을 가진 것도 있다. 점탄성이란 점성(viscosity)과 탄성(elasticity)이 복합된 성질을 말한다. 이러한 경우에는 고체역학과 유체역학 사이의 구분이 모호해진다. |
| 연속체 역학 연속 물질에 대한 물리학 연구 | 유체역학 유체의 물리적 성질을 다룬다. 유체의 성질 중 중요한 한 가지는 점성으로서, 이는 유체에 속도의 공간에 대한 기울기(속도벡터의 gradient)가 있을 때 그에 대해 유체 내에 생성되는 힘이다. | 비뉴턴 유체 적용된 전단 응력에 비례하는 변형률을 겪지 않는다.                       | 유변학 물질 중에는 점탄성(visco-elasticity)을 가진 것도 있다. 점탄성이란 점성(viscosity)과 탄성(elasticity)이 복합된 성질을 말한다. 이러한 경우에는 고체역학과 유체역학 사이의 구분이 모호해진다. |
| 연속체 역학 연속 물질에 대한 물리학 연구 | 유체역학 유체의 물리적 성질을 다룬다. 유체의 성질 중 중요한 한 가지는 점성으로서, 이는 유체에 속도의 공간에 대한 기울기(속도벡터의 gradient)가 있을 때 그에 대해 유체 내에 생성되는 힘이다. | 뉴턴 유체는 적용된 전단 응력에 비례하는 변형률을 겪는다.                            | |

## 같이 보기
- 구조역학
- 전산유체역학
- 이태규

1. ↑  한국물리학회 물리학용어집 https://www.kps.or.kr/content/voca/search.php?et=en&find_kw=continuum+mechanics